# 할루크 빌기네르

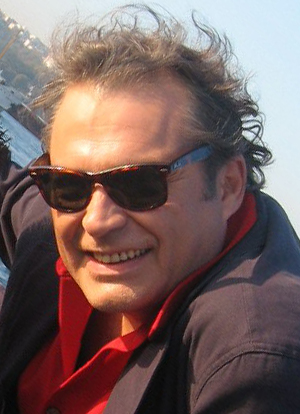
빌기네르(2005년)

니하트 할루크 빌기네르(튀르키예어: Nihat Haluk Bilginer, 1954년 6월 5일~)는 튀르키예의 배우이다.

## 작품 목록

### 텔레비전 드라마
- 이스트엔더스

### 영화
- 마리아(2024년) - 아리스토틀 오나시스 역
- 아지즈 딜레마(2021년) - 에르빌 역
- 쉘터(2017년)
- 오토만 루테넌트(2016년)
- 벤허(2016년) - 시모니데 역
- 로즈워터(2014년)
- 윈터 슬립(2014년)
- 선 오브 더 선(2008년)
- 폴리스(2007년)